# Cupido se enamora
Cupido se enamora es una película de 1984 producida por Luis Guridi y Santiago Aguilar (La Cuadrilla), con Raúl Barbé en la dirección y Flavio Labiano y Miguel Vidal en la producción. La filosofía era la gamberrada. La película tuvo una edición 10.º aniversario

## Sinopsis
En el cielo, en el departamento de Cupido, se enfrentan a un grave problema: un profesor chiflado que pretende inventar el elixir del amor permanece ajeno a los encantos de su ayudante.

## Intérpretes
- Kiti Manver (Estela)
- Luis Guridi (el profesor chiflado)
- Fausto Talón (Fausto)
- Isita Peñuelas (la enfermera)
- Manolo Coronado (Jefe departamento de Cupido)
- Javier Ruiz (operario)
- y los niños: Alfredo Rocabert, Isabel G. Ausejo y María Rodríguez